# Paralandrevus hector
Paralandrevus hector är en insektsart som först beskrevs av Henri Saussure 1877.  Paralandrevus hector ingår i släktet Paralandrevus och familjen syrsor. Inga underarter finns listade i Catalogue of Life.